# Catherine Griset
Pour les articles homonymes, voir Griset.
Catherine Griset, née le 20 août 1972 à Boulogne-sur-Mer, est une femme politique française. Membre du Rassemblement national, elle est députée européenne depuis 2019, réélue en 2024.

## Biographie
Née en 1972 à Boulogne-sur-Mer, Catherine Griset est l'assistante parlementaire de Marine le Pen. D'après cette dernière, Catherine Griset travaille auprès d'elle en tant qu'assistante personnelle depuis ses 25 ans. Elles étaient belles-sœurs quand Catherine Griset était mariée au frère d'Éric Lorio, le deuxième époux de Marine Le Pen. 
Amie de Marine Le Pen, elle devient sa cheffe de cabinet chargée de ses déplacements. 
Elle candidate aux élections législatives de 2012 en Martinique où elle est éliminée au 1er tour arrivant en 8e position sur 10.
Elle a pour collaborateur parlementaire Luc Lahalle, ancien président du syndicat étudiant d'extrême droite La Cocarde étudiante.
En 10e position, elle fait partie des 22 candidats de la liste Rassemblement national élus aux élections européennes de 2019.
En 2024, elle est de nouveau candidate aux élections européennes, en 14e position de la liste Rassemblement national de Jordan Bardella, ce qui lui permet d'être réélue.

## Affaire judiciaire
Elle est mise en examen en 2017 dans le cadre de l'affaire des assistants parlementaires du Front national au Parlement européen. Catherine Griset aurait été salariée par le Parlement européen pendant cinq ans comme assistante parlementaire, pour un salaire total de 300 000 euros, mais la justice la soupçonne d'avoir en réalité travaillé pour le parti et ainsi occupé un emploi fictif au Parlement européen. 
Le 31 mars 2025, elle est condamnée à 12 mois de prison avec sursis et deux ans d’inéligibilité avec exécution immédiate.